# 110-Morgen
110-Morgen of Honderd en Tien Morgen is een wijk in het Rotterdamse stadsdeel Hillegersberg-Schiebroek. De wijk ligt in de polder De Honderdtien Morgen aan de noordzijde van de dorpskern van Hillegersberg.
Honderdentienmorgen is een polder van ca. 85 ha, die in 1772 is drooggemaakt. De naam refereert aan de oppervlakte van de polder. De morgen is een oppervlaktemaat, gerelateerd aan de hoeveelheid land die men in een ochtend kan ploegen. In de jaren 50 van de twintigste eeuw werd de wijk 110-Morgen aangelegd. Deze typisch naoorlogse arbeiderswijk bestaat uit in stempelstructuur gebouwde lage flats en eengezinswoningen in systeembouw, met veel openbaar groen. Het noordelijke gedeelte van de wijk 110-Morgen maakt deel uit van de grotere Vinex-locatie “De Limieten” en is in de periode 1998-1999 bebouwd. Ook elders in de wijk staan nog nieuwbouwprojecten op stapel.
De straten in de wijk zijn vernoemd naar Griekse en Romeinse goden en helden.
De naoorlogse woningen oogden begin jaren 2000 gedateerd. Om de wijk aantrekkelijker te maken vindt er een grote herstructurering plaats. Door middel van sloop en herbouw wordt de wijk aangepast aan de hedendaagse wooneisen. Het stedenbouwkundig plan is van architect Roelf Steenhuis en omvat de nieuwbouw van 250 huurwoningen en 150 koopwoningen. Op 7 april 2004 namen de werkzaamheden een aanvang met de feestelijke sloop van de "Ajaxflat", gevestigd aan de Ajaxstraat.
110-Morgen · 
Hillegersberg · 
Kleiwegkwartier · 
Molenlaankwartier · 
Terbregge · 
Schiebroek
Rotterdam Centrum ·
Rotterdam-Noord ·
Rotterdam-Oost ·
Rotterdam-West ·
Rotterdam-Zuid ·
110-Morgen ·
Afrikaanderwijk ·
Agniesebuurt ·
Bergpolder ·
Beverwaard ·
Blijdorp ·
Blijdorpse polder ·
Bloemhof ·
Boomgaardshoek ·
Bospolder-Tussendijken ·
CS-kwartier ·
Carnisserbuurt ·
Cool ·
Crooswijk ·
De Esch ·
De Veranda ·
Delfshaven ·
Delfshaven-Schiemond ·
Dijkzigt ·
Feijenoord ·
Gadering ·
Groenenhagen-Tuinenhoven ·
Groot-IJsselmonde ·
Heijplaat ·
Het Lage Land ·
Hillegersberg ·
Hillesluis ·
Homerusbuurt ·
Hordijkerveld ·
Kandelaar ·
Karl Marxbuurt ·
Katendrecht ·
Kiefhoek ·
Kleinpolder ·
Kleiwegkwartier ·
Kop van Zuid ·
Kralingen ·
Kralingse Veer ·
Kreekhuizen ·
Landzicht ·
Liskwartier ·
Lloydkwartier ·
Lombardijen ·
Meeuwenplaat ·
Middelland ·
Middengebied ·
Millinxbuurt ·
Molenlaankwartier ·
Molièrebuurt ·
Nesselande ·
Nieuw Engeland ·
Nieuw-Mathenesse ·
Nieuwe Westen ·
Nooddorp ·
Noordereiland ·
Ommoord ·
Oosterflank ·
Oud-Charlois ·
Oud-IJsselmonde ·
Oud-Mathenesse ·
Oude Noorden ·
Oude Westen ·
Oudeland ·
Overschie ·
Pendrecht ·
Prinsenland ·
Provenierswijk ·
Reyeroord ·
Rubroek ·
Sagenbuurt ·
Scheepvaartkwartier ·
Schiebroek ·
Schiemond ·
's-Gravenland ·
Smeetsland ·
Spaanse Polder ·
Spangen ·
Sportdorp ·
Stadsdriehoek ·
Struisenburg ·
Tarwewijk ·
Terbregge ·
Tussenwater ·
Varenbuurt ·
Vondelingenplaat ·
Vreewijk ·
Waalhaven ·
Westpunt ·
Wielewaal ·
Witte Dorp ·
Zalmplaat ·
Zenobuurt ·
Zestienhoven ·
Zevenkamp ·
Zomerland ·
Zuidwijk